# Tomáš Kuchař
Tomáš Kuchař (* 25. srpna 1976 Pečky) je bývalý český fotbalista, záložník.

## Fotbalová kariéra
Začínal v Mladé Boleslavi, poté prošel mládežnickými družstvy ve Slavii a v Bohemians, kde v polovině devadesátých let začal hrát ligu, do Slavie přestoupil v roce 1997. Platný hráč, málokdy náhradník, ale nikdy se nestal tahounem. Po pěti letech dostal svolení k odchodu do ruské Jaroslavle. V Rusku však vydržel jen rok, v lednu 2004 se vrátil do Česka, trénoval ve Zlíně, ale nakonec zamířil na hostování do Teplic. Po půl roce však skončil a hledal si nové angažmá. Nakonec zakotvil v polském Groclinu. V březnu 2008 se vrátil do Bohemians, ale ani ne po půl roce se stěhoval do Vítkovic. Komplexně vybavený hráč s dobrým fotbalovým myšlením; udivuje neustálým pohybem; kopací technika vynikající; občas bývá bojácný, mívá potíže s kondicí a s defenzivní činností.

## Ligová bilance
| Ročník                          | Zápasy | Góly | Klub                |
| ------------------------------- | ------ | ---- | ------------------- |
| 1. česká fotbalová liga 1994/95 | 27     | 0    | Bohemians Praha     |
| 1. česká fotbalová liga 1996/97 | 25     | 4    | Bohemians Praha     |
| Gambrinus liga 1997/98          | 27     | 3    | SK Slavia Praha     |
| Gambrinus liga 1998/99          | 21     | 1    | SK Slavia Praha     |
| Gambrinus liga 1999/00          | 29     | 3    | SK Slavia Praha     |
| Gambrinus liga 2000/01          | 25     | 4    | SK Slavia Praha     |
| Gambrinus liga 2001/02          | 25     | 1    | SK Slavia Praha     |
| Gambrinus liga 2002/03          | 10     | 0    | SK Slavia Praha     |
| Premier-Liga 2003               | 16     | 2    | FK Šinnik Jaroslavl |
| Gambrinus liga 2003/04          | 10     | 1    | FK Teplice          |
| Ekstraklasa 2004/05             | 7      | 0    | Pogoń Szczecin      |
| Marfin Laiki Liga 2006/07       | 21     | 7    | Aris Limassol       |
| Marfin Laiki Liga 2007/08       | 12     | 0    | Aris Limassol       |
| Gambrinus liga 2007/08          | 1      | 0    | Bohemians 1905      |
| CELKEM                          | 256    | 26   |                     |